# Robert Szajer

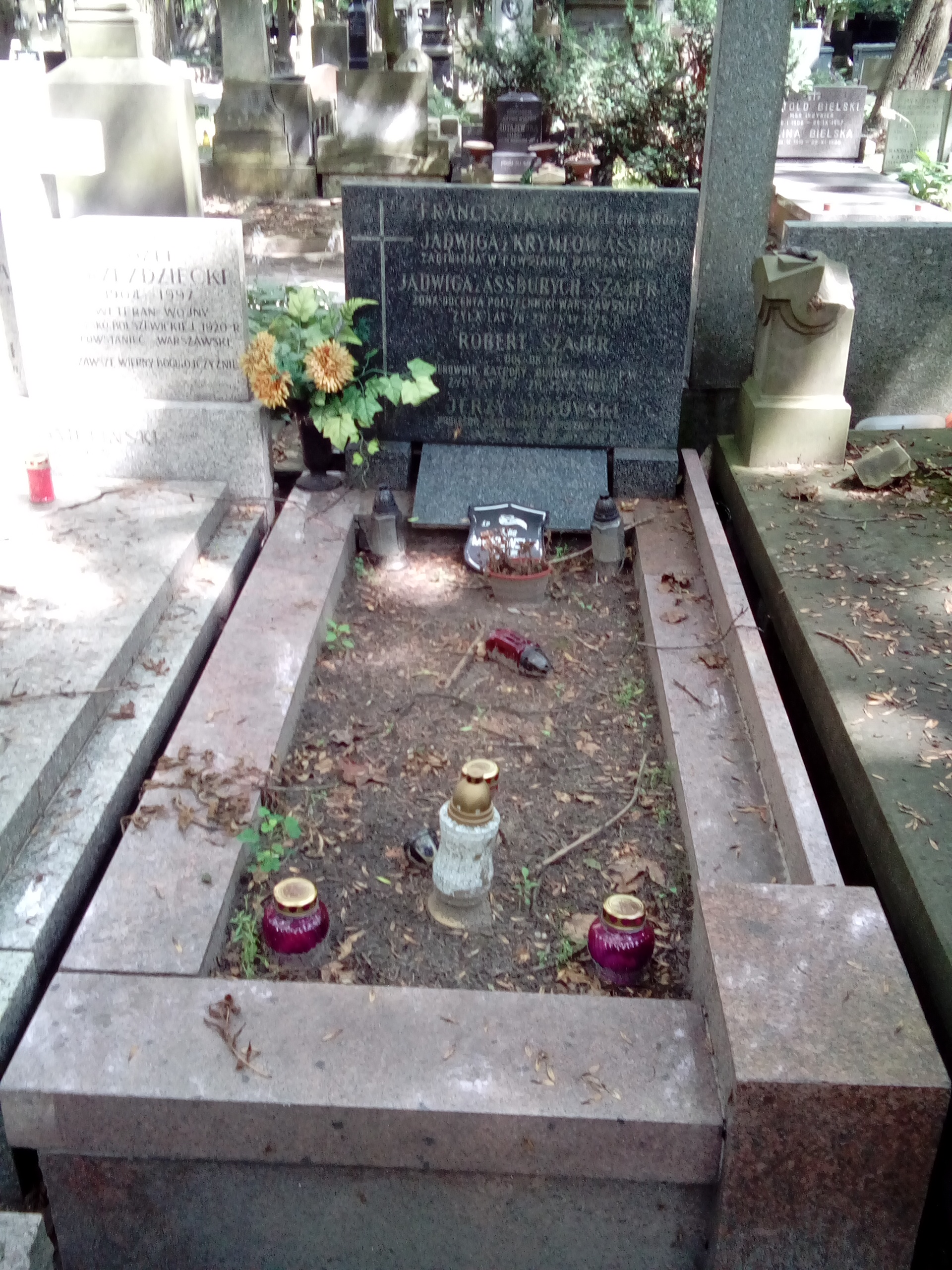
Grób Roberta Szajera na cmentarzu Powązkowskim

Robert Szajer (ur. 30 maja 1897 w Warszawie, zm. 25 listopada 1983 tamże) – polski inżynier kolejnictwa, doc. dr. inż. Politechniki Warszawskiej.
Kierował Katedrą Budowy Kolei na Wydziale Transportu Politechniki Warszawskiej, był naczelnym inżynierem Centralnego Biura Studiów i Projektów Budownictwa Kolejowego. Ponadto zajmował stanowisko dyrektora Zarządu Biur Projektów Budownictwa Kolejowego, był członkiem Stowarzyszenia Inżynierów i Techników Komunikacji RP. Robert Szajer był autorem trzy tomowej pracy "Drogi żelazne" oraz podręcznika akademickiego "Linie kolejowe".
Spoczywa na cmentarzu Powązkowskim (kw. 192, rząd 2, grób 4).